# Tidens bokklubb
Tidens bokklubb grundades av Tidens förlag 1940 och var den första riktiga svenska bokklubben (om man inte räknar Bonniers kortlivade Svenska bokklubben från 1932). Inspirationen till Tidens bokklubb kom från Richard Gutman, tysk flykting undan nazisterna. Gutman hade försökt få Bonniers att starta en bokklubbsverksamhet med det tyska Büchergilde Gutenberg som förebild men de tackade nej och han vände sig istället till Tidens. Den första volymen som publicerades var A.J. Cronins Citadellet som inbunden kostade 2:50. Tidens bokklubb blev snabbt framgångsrik och fick första året 15 000 medlemmar och året därpå 19 000. Bonniers startade 1942 en konkurrent till Tidens bokklubb med namnet Bokklubben Svalan.